# 故县镇 (灵宝市)
故县镇，是中华人民共和国河南省三門峽市灵宝市下辖的一个乡镇级行政单位。

## 行政区划
故县镇下辖以下地区：
故县村、红花寨村、安家底村、河西村、尚家湾村、赵村、上磨头村、郭村、孔家营村、冯家原村、薛家营村、李家沟村、张家山村、进家村、里村、盘西村、城东村、神底村、张姚村、桃村、六岔口村、西庄村、高柏村、盘东村、卢台村和帝王村。